# Barnaministeriet
Barnaministeriet var ett radioprogram från UR, som sändes i SR P4 på lördagar. I programmen skildras barn och ungas livsvillkor i dokumentära reportage, med ett tydligt barnperspektiv. Syftet är att informera och utbilda lyssnaren och programmen riktar sig främst mot en vuxen publik.